# SC des Westens 1897
SC des Westens 1897 was een Duitse voetbalclub uit Charlottenburg, een stadsdeel van de Duitse hoofdstad Berlijn.

## Geschiedenis
De club werd in 1897 opgericht als SC des Westens 1897 Berlin. In 1902 fuseerde de club met Charlottenburger FC Triton 1898, maar behield de naam SC des Westens. In 1912 fuseerde de club met Westender FuCC Hamburg 1896 en werd zo SV des Westens 1897. Westender FuCC speelde in 1900/01 in de competitie van de DFuCB en werd daar vicekampioen achter  BFC Vorwärts 1890. Nadat deze bond opgeheven werd wisselde de club naar de competitie van de Markse voetbalbond.
In 1914 nam de club opnieuw de naam SC des Westens aan. De club speelde nu in de competitie van de Brandenburgse voetbalbond. In 1919/20 werd de club vicekampioen in de tweede klasse achter SV Nowawes 03. In 1924 werd de club opnieuw vicekampioen, nu met één punt achterstand op Spandauer SC 1899. De volgende jaren werd de club een middenmoter tot een degradatie volgde in 1928.
In 1933 fuseerde de club met Charlottenburger SC Sparta 08 tot Westliche SpVgg 1897. Over resultaten in de Gauliga is niets bekend, enkel dat ze niet in de hoogste klasse speelden. Na de Tweede Wereldoorlog werden alle Duitse voetbalclubs ontbonden. De club werd heropgericht als SG Spandauer Berg.In 1949 nam de club opnieuw de historische naam SC des Westens aan. In 1971 promoveerde de club naar de Amateurliga Berlin, de derde klasse. In het eerste seizoen kon de club de degradatie maar net vermijden met één punt voorsprong op BFC Nordstern. Het volgende seizoen degradeerde de club echter.
In 1980 fuseerde de club met DJK Charlottenburg en nam de naam Charlottenburger SV 1897 aan. Na een fusie met BFC Olympia 1953 nam die club de naam Charlottenburger SV Olympia 1897 aan.